# زیتون ۹۲۴۲
سیارک ۹۲۴۲ (به انگلیسی: 9242 Olea، نامگذاری:1998CS3) نه هزار و دویست و چهل و دومین سیارک کشف شده‌است که در ۶ فوریه ۱۹۹۸ کشف شد.
قدر مطلق سیارک برابر ۱۵٫۰۰ است.